# Bologna Football Club 1946-1947
Questa voce raccoglie le informazioni riguardanti il Bologna Football Club nelle competizioni ufficiali della stagione 1946-1947.

## Stagione
Nella stagione 1946-1947, la prima con la Serie A a 20 squadre, il Bologna si classifica in quinta posizione, a pari punti col L.R. Vicenza, ma sopra in graduatoria, grazie al maggior quoziente reti.

## Divise
| Casa |

## Rosa
| N. |                     | Ruolo | Calciatore           |
| -- | ------------------- | ----- | -------------------- |
|    | Italia (bandiera)   | P     | Glauco Vanz          |
|    | Italia (bandiera)   | P     | Gino Vasirani        |
|    | Italia (bandiera)   | P     | Pietro Ferrari       |
|    | Italia (bandiera)   | D     | Luigi Spadoni        |
|    | Italia (bandiera)   | D     | Secondo Ricci        |
|    | Italia (bandiera)   | D     | Guglielmo Giovannini |
|    | Italia (bandiera)   | D     | Dino Ballacci        |
|    | Italia (bandiera)   | D     | Mario Pagotto        |
|    | Italia (bandiera)   | C     | Franco Marchi        |
|    | Ungheria (bandiera) | C     | Béla Sárosi          |
|    | Italia (bandiera)   | C     | Aurelio Marchese     |
|    | Italia (bandiera)   | C     | Vittorio Malagoli    |

| N. |                     | Ruolo | Calciatore           |
| -- | ------------------- | ----- | -------------------- |
|    | Italia (bandiera)   | A     | Bruno Arcari         |
|    | Italia (bandiera)   | A     | Sauro Taiti          |
|    | Italia (bandiera)   | A     | Gino Cappello        |
|    | Italia (bandiera)   | A     | Ferruccio Valcareggi |
|    | Italia (bandiera)   | A     | Amedeo Biavati       |
|    | Italia (bandiera)   | A     | Alberto Bonaretti    |
|    | Italia (bandiera)   | A     | Alberto Galassi      |
|    | Ungheria (bandiera) | A     | Vilmos Sipos         |
|    | Italia (bandiera)   | A     | Giuseppe Baiocchi    |
|    | Italia (bandiera)   | A     | Corrado Bernicchi    |
|    | Italia (bandiera)   | A     | Carlo Matteucci      |
|    | Italia (bandiera)   | A     | Livio Filiput        |

## Risultati

### Serie A

#### Girone di andata
| Arbitro: | Carpani (Milano) |

|                                            |           |  |
| Cappello 10’, 53’ Bonaretti 13’ (rig.) 85’ | Marcatori |  |

| Arbitro: | Fois (Roma) |

|  |           |                              |
|  | Marcatori | 19’, 32’ Galassi 64’ Biavati |

| Arbitro: | Dattilo (Roma) |

|  |           |               |
|  | Marcatori | 80’ Arcari IV |

| Bologna 13 ottobre 1946 4ª giornata | Bologna        | 0 – 0 | Genoa | Stadio Comunale\| Arbitro: \| Gamba (Napoli) \| |
| Arbitro:                            | Gamba (Napoli) |       |       |                                                 |

| Arbitro: | Scotto (Savona) |

|           |           |  |
| Taiti 19’ | Marcatori |  |

| Arbitro: | Bonivento (Venezia) |

|  |           |                |
|  | Marcatori | 90’ Valcareggi |

| Arbitro: | Agnolin (Bassano del Grappa) |

|              |           |  |
| Cappello 12’ | Marcatori |  |

| Arbitro: | Bellè (Venezia) |

|                                                            |           |  |
| Castigliano 33’ Ossola 44’ Ferraris II 78’ Loik 81’ (rig.) | Marcatori |  |

| Arbitro: | Pizzato (Mestre) |

|                                            |           |                |
| Bonaretti 20’ (rig.) Galassi 33’ Taiti 36’ | Marcatori | 43’ De Andreis |

| Arbitro: | Dattilo (Roma) |

|            |           |           |
| Grassi 64’ | Marcatori | 34’ Taiti |

| Bologna 8 dicembre 1946 11ª giornata | Bologna          | 0 – 0 | Juventus | Stadio Comunale\| Arbitro: \| Camiolo (Milano) \| |
| Arbitro:                             | Camiolo (Milano) |       |          |                                                   |

| Arbitro: | Pizziolo (Firenze) |

|                  |           |  |
| Spadavecchia 41’ | Marcatori |  |

| Arbitro: | Dattilo (Roma) |

|                               |           |  |
| Barbieri 12’ Di Benedetti 37’ | Marcatori |  |

| Arbitro: | Silvano (Torino) |

|           |           |                            |
| Taiti 68’ | Marcatori | 25’ Tosolini 57’ Annovazzi |

| Arbitro: | Canavesio (Torino) |

|  |           |           |
|  | Marcatori | 26’ Taiti |

| Arbitro: | Tassini (Verona) |

|  |           |                         |
|  | Marcatori | 44’ Ferrari 70’ Krieziu |

| Arbitro: | Dattilo (Roma) |

|                       |           |                |
| Cergoli 10’ Salvi 70’ | Marcatori | 29’ Valcareggi |

| Arbitro: | Agnolin (Bassano del Grappa) |

|                   |           |  |
| Cappello 46’, 88’ | Marcatori |  |

| Firenze 2 febbraio 1947 19ª giornata | Fiorentina       | 0 – 0 | Bologna | Stadio Comunale\| Arbitro: \| Dellarole (Roma) \| |
| Arbitro:                             | Dellarole (Roma) |       |         |                                                   |

#### Girone di ritorno
| Arbitro: | Bertolio (Torino) |

|                       |           |  |
| Pernigo 8’ Ottino 44’ | Marcatori |  |

| Bologna 23 febbraio 1947 21ª giornata | Bologna         | 0 – 0 | Vicenza | Stadio Comunale\| Arbitro: \| Cambi (Livorno) \| |
| Arbitro:                              | Cambi (Livorno) |       |         |                                                  |

| Arbitro: | Carpani (Milano) |

|                                                  |           |                 |
| Baiocchi 7’ Taiti 9’ Bonaretti 25’ Arcari IV 61’ | Marcatori | 37’ (rig.) Rava |

| Arbitro: | Pizzato (Mestre) |

|                                  |           |  |
| Dalla Torre 74’, 89’ Verderi 78’ | Marcatori |  |

| Arbitro: | Gemini (Roma) |

|                              |           |               |
| Zanolla 44’, 62’, 81’ (rig.) | Marcatori | 70’ Arcari IV |

| Arbitro: | Bertolio (Torino) |

|                        |           |  |
| Taiti 49’ Cappello 77’ | Marcatori |  |

| Arbitro: | Pizziolo (Firenze) |

|             |           |  |
| Cassani 68’ | Marcatori |  |

| Arbitro: | Agnolin (Bassano del Grappa) |

|               |           |          |
| Valcareggi 4’ | Marcatori | 63’ Loik |

| Arbitro: | Savio (Torino) |

|                                        |           |               |
| Gualtieri 31’ Puccinelli 53’ König 73’ | Marcatori | 89’ Arcari IV |

| Arbitro: | Pieri (Trieste) |

|             |           |  |
| Biavati 36’ | Marcatori |  |

| Arbitro: | Dattilo (Roma) |

|                            |           |  |
| Astorri 77’ Korostelev 78’ | Marcatori |  |

| Arbitro: | Balestrino (Oneglia) |

|                        |           |                 |
| Taiti 20’ Cappello 63’ | Marcatori | 21’ Tontodonati |

| Arbitro: | Parpaiola (Padova) |

|                                               |           |  |
| Cappello 14’ Arcari IV 34’ (rig.) Biavati 46’ | Marcatori |  |

| Arbitro: | Pizzato (Mestre) |

|                                               |           |                        |
| Puricelli 49’ Tosolini 63’ Puricelli 72’, 73’ | Marcatori | 7’ Taiti 52’ Arcari IV |

| Arbitro: | Gamba (Napoli) |

|             |           |                                        |
| Biavati 23’ | Marcatori | 27’ Messora 44’ Paolini 74’ Rebuzzi II |

| Arbitro: | Scotto (Savona) |

|              |           |               |
| Di Paola 53’ | Marcatori | 79’ Arcari IV |

| Arbitro: | Bonivento (Venezia) |

|                           |           |  |
| Galassi 53’ Bonaretti 86’ | Marcatori |  |

| Arbitro: | Tassini (Verona) |

|               |           |             |
| Cominelli 53’ | Marcatori | 62’ Galassi |

| Arbitro: | Gemini (Roma) |

|              |           |             |
| Cappello 86’ | Marcatori | 37’ Badiali |

## Statistiche

### Statistiche di squadra
| Competizione | Punti | In casa | In casa | In casa | In casa | In casa | In casa | In trasferta | In trasferta | In trasferta | In trasferta | In trasferta | In trasferta | Totale | Totale | Totale | Totale | Totale | Totale | DR |
| Competizione | Punti | G       | V       | N       | P       | Gf      | Gs      | G            | V            | N            | P            | Gf           | Gs           | G      | V      | N      | P      | Gf     | Gs     | DR |
| ------------ | ----- | ------- | ------- | ------- | ------- | ------- | ------- | ------------ | ------------ | ------------ | ------------ | ------------ | ------------ | ------ | ------ | ------ | ------ | ------ | ------ | -- |
| Serie A      | 39    | 19      | 11      | 5       | 3       | 28      | 11      | 19           | 4            | 4            | 11           | 14           | 30           | 38     | 15     | 9      | 14     | 42     | 41     | +1 |

### Statistiche dei giocatori
| Giocatore        | Serie A  | Serie A |
| Giocatore        | Presenze | Reti    |
| ---------------- | -------- | ------- |
| B. Arcari (IV)   | 36       | 7       |
| G. Baiocchi      | 9        | 1       |
| D. Ballacci      | 13       | 0       |
| C. Bernicchi     | 5        | 0       |
| A. Biavati       | 19       | 4       |
| A. Bonaretti     | 13       | 5       |
| G. Cappello (IV) | 30       | 9       |
| P. Ferrari       | 3        | -6      |
| L. Filiput       | 1        | 0       |
| A. Galassi       | 11       | 5       |
| G. Giovannini    | 17       | 0       |
| V. Malagoli      | 18       | 0       |
| A. Marchese      | 19       | 0       |
| F. Marchi        | 32       | 0       |
| C. Matteucci     | 1        | 0       |
| M. Pagotto       | 5        | 0       |
| S. Ricci         | 20       | 0       |
| B. Sarosi (III)  | 26       | 0       |
| V. Sipos         | 9        | 0       |
| L. Spadoni       | 34       | 0       |
| S. Taiti         | 36       | 9       |
| F. Valcareggi    | 26       | 3       |
| G. Vanz          | 30       | -29     |
| G. Vasirani      | 5        | -4      |